# Debbie Harry
Deborah Ann "Debbie" Harry (n. 1 iulie 1945) este o cântăreață, cantautoare și actriță americană, cunoscută mai mult ca vocalistă a formației punk rock și new wave Blondie.

## Discografie
Albume de studio
- 1981: KooKoo
- 1986: Rockbird
- 1989: Def, Dumb & Blonde
- 1993: Debravation
- 2007: Necessary Evil

Compilații și alte lansări
- 1988: Once More into the Bleach (Debbie Harry and Blondie)
- 1991: The Complete Picture: The Very Best of Deborah Harry and Blondie (Deborah Harry and Blondie)
- 1998: Deborah Harry Collection
- 1999: Most of All: The Best of Deborah Harry
- 2004: French Kissin' – The Collection

## Filmografie
| Film și televiziune | Film și televiziune                       | Film și televiziune                          | Film și televiziune | Film și televiziune |
| An                  | Titlu                                     | Rol                                          | Note                |                     |
| ------------------- | ----------------------------------------- | -------------------------------------------- | ------------------- | ------------------- |
| 1976                | Unmade Beds                               | Blondie                                      |                     |                     |
| 1978                | The Foreigner                             | Dee Trik                                     |                     |                     |
| 1980                | Union City                                | Lillian                                      |                     |                     |
| 1981                | Downtown 81                               | Fairy Godmother                              |                     |                     |
| 1983                | Videodrome                                | Nicki Brand                                  |                     |                     |
| 1983                | Rock and Rule                             | Angel (singing)                              |                     |                     |
| 1987                | Tales from the Darkside (TV series)       | Sybil                                        |                     |                     |
| 1987                | Crime Story (TV series)                   | Bambi                                        |                     |                     |
| 1987                | Forever, Lulu                             | Lulu                                         |                     |                     |
| 1988                | Satisfaction                              | Tina                                         |                     |                     |
| 1988                | Hairspray                                 | Velma Von Tussle                             |                     |                     |
| 1989                | New York Stories                          | Girl at Blind Alley (segment "Life Lessons") |                     |                     |
| 1989                | Wiseguy (TV series)                       | Diana Price                                  |                     |                     |
| 1990                | Tales from the Darkside: The Movie        | Betty (povestea din fundal)                  |                     |                     |
| 1990                | Mother Goose Rock 'n' Rhyme               | Old Woman Who Lived in a Shoe                |                     |                     |
| 1991                | Monsters (TV series)                      | Dr. Moss                                     |                     |                     |
| 1992                | Intimate Stranger (TV movie)              | Cory Wheeler                                 |                     |                     |
| 1993                | TriBeCa (TV series)                       | Cat                                          |                     |                     |
| 1993                | The Adventures of Pete & Pete (TV series) | Neighbor                                     |                     |                     |
| 1993                | Body Bags (TV movie)                      | The Nurse (segment "Hair")                   |                     |                     |
| 1994                | Dead Beat                                 | Mrs. Kurtz                                   |                     |                     |
| 1995                | Drop Dead Rock                            | Thor Sturmundrang                            |                     |                     |
| 1995                | Heavy                                     | Delores                                      |                     |                     |
| 1995                | Sandman (short)                           |                                              |                     |                     |
| 1996                | Sabrina, the Teenage Witch                | Cassandra                                    |                     |                     |
| 1997                | L.A. Johns (TV movie)                     | Madam 'Jacq' Jacqueline                      |                     |                     |
| 1997                | Cop Land                                  | Delores                                      |                     |                     |
| 1997                | Six Ways to Sunday                        | Kate Odum                                    |                     |                     |
| 1998                | Joe's Day                                 |                                              |                     |                     |
| 1999                | Zoo                                       |                                              |                     |                     |
| 2000                | Red Lipstick                              | Ezmeralda The Psychic                        |                     |                     |
| 2001                | The Fluffer                               | Marcella                                     |                     |                     |
| 2002                | Deuces Wild                               | Wendy                                        |                     |                     |
| 2002                | Spun                                      | Neighbor                                     |                     |                     |
| 2002                | All I Want                                | Ma Mabley                                    |                     |                     |
| 2002                | Grand Theft Auto: Vice City (video game)  | Delores (voice)                              |                     |                     |
| 2003                | My Life Without Me                        | Ann's mother                                 |                     |                     |
| 2003                | A Good Night to Die                       | Madison                                      |                     |                     |
| 2003                | The Tulse Luper Suitcases                 | Fastidieux                                   |                     |                     |
| 2005                | Honey Trap (short)                        | The Lawyer                                   |                     |                     |
| 2005                | Patch (short)                             | Belinda                                      |                     |                     |
| 2005                | I Remember You Now... (short)             | Margaret                                     |                     |                     |
| 2006                | Full Grown Men                            | Beauty                                       |                     |                     |
| 2007                | Anamorph                                  | Neighbor                                     |                     |                     |
| 2008                | Elegy                                     | Amy O'Hearn                                  |                     |                     |
| 2009                | The Mystery of Claywoman (short)          | Simone                                       |                     |                     |
| 2011                | Pipe Dreams (short)                       | Norah                                        |                     |                     |
| 2012                | Believe the Magic (short)                 |                                              |                     |                     |